# Algeria ai XIV Giochi paralimpici estivi
L'Algeria ha partecipato ai XIV Giochi paralimpici estivi di Londra (29 agosto - 9 settembre 2012). Il portabandiera durante la cerimonia d'apertura è stata l'atleta Nadia Medjemedj.

## Atleti

### Atletica leggera
- Donne
  - Safia Djelal
  - Mounia Gasmi
  - Lynda Hamri
  - Nadia Medjmedj
  - Nassima Saifi
- Uomini
  - Lahouari Bahlaz
  - Abdellatif Baka
  - Mounir Bakiri
  - Samir Belhouchat
  - Firas Bentria
  - Mohamed Berrahal
  - Karim Betina
  - Allel Boukhalfa
  - Madjid Djemai
  - Hocine Gherzouli
  - Sofiane Hamdi
  - Khaled Hanani
  - Kamel Kardjena
  - Nacer-Eddine Karfas
  - Fatiha Mehdi
  - Djamil Nasser
  - Samir Nouioua
  - Zine Eddine Sekhri

### Goalball
- Uomini
  - Firas Bentria
  - Ishak Boutaleb
  - Imad Eddine Godmane
  - Abdelhalim Larbi
  - Mohamed Mokrane
  - Mohamed Ouali

### Judo
- Donne
  - Zoubida Bouazoug
- Uomini
  - Sid Ali Lamri
  - Mouloud Noura

### Powerlifting
- Uomini
  - Hamza Bouali